# 가게야마 마사나가
가게야마 마사나가(일본어: 影山 雅永, 1967년 5월 23일 ~ )는 일본의 전직 축구 선수이자 현 축구 지도자로, 현역 시절 제프 유나이티드 이치하라, 우라와 레즈, 브럼멜 센다이에서 수비수로 활동하였다.

## 구단 경력
1990년 일본 사커 리그의 후루카와 전공(제프 유나이티드 이치하라)에 입단했다. 1994년까지 84경기에 나서 2득점을 기록했다. 1995년 J1리그의 우라와 레즈로 이적했다. 1996년 재팬 풋볼 리그의 브럼멜 센다이로 이적했다. 1996년후 현역 은퇴.

## 지도자 경력
2010년부터 2014년까지 파지아노 오카야마에서 감독을 맡았다. 2017년 일본 U-20 국가대표팀의 감독으로 부임. 2019년 FIFA U-20 월드컵에 출전했다.